# ブルーノ・ロッシ
ブルーノ・ ベネデット・ロッシ（Bruno Benedetto Rossi, 1905年4月13日 - 1993年11月21日）は、イタリア生まれの宇宙物理学者。太陽以外の天体からのX線を初めて発見した。X線天文学、宇宙プラズマ物理学のパイオニアである。

## 来歴
ヴェネツィアに生れ、ボローニャ大学で物理を学ぶ。アルチェトリ天文台で宇宙物理を研究した。1928年からフィレンツェ大学助教授、1932年からパドヴァ大学教授を務めた。ユダヤ系であったため、1938年イタリアを追われ、デンマーク、イギリスを経てアメリカに移った。
1939年からシカゴ大学、コーネル大学の準教授を経て、エンリコ・フェルミに招かれてマンハッタン計画に参加した。特に、爆縮レンズの設計のために開発したRaLa実験は、原子爆弾の完成に大きく貢献した。
1946年から1970年までマサチューセッツ工科大学教授を務めた。1962年にリカルド・ジャコーニらと行ったエアロビーロケットによる月からのX線観測実験中にさそり座X-1を発見し、これは史上初めて太陽系外のX線天体発見となった。1974年から1980年までパレルモ大学で教鞭を執った。
宇宙物理の分野の賞としてブルーノ・ロッシ賞が設けられている。

## 受賞歴
- 1974年 エリオット・クレッソン・メダル
- 1976年 ランフォード賞
- 1983年 アメリカ国家科学賞
- 1987年 ウルフ賞物理学部門
- 1991年 マテウチ・メダル